# Orgiot
Orgiot (ros. Оргёт) – wieś w Rosji, w Jakucji, w ułusie wierchniewilujskim. W 2010 liczyła 579 mieszkańców.